# Captain America (filme de 1979)
Capitão America (Captain America no original) é um filme televisivo norte-americano de 1979 vagamente baseado no personagem do mesmo nome da editora Marvel Comics, dirigido por Rod Holcomb e estrelando Reb Brown. O filme foi seguido pela sequência 'Captain America II: Death Too Soon', também lançada no mesmo ano.

## Sinopse
Steve Rogers é um homem contemporâneo cujo pai era um agente do governo dos anos 1940. A atitude muito patriótica do pai de Steve ganhou o apelido de "Capitão América". Seu pai foi assassinado mais tarde. Rogers, um ex-fuzileiro naval que agora ganha a vida como artista e viaja pelo interior em uma van de conversão, é inspirado pela história de seu pai para desenhar um super-herói. Depois de receber ferimentos potencialmente fatais em um atentado com a intenção de parecer um acidente, ele recebe um produto químico experimental chamado fórmula FLAG; FLAG é um acrônimo para "Ganho total de capacidade latente", uma espécie de "super esteróide" (o pai de Rogers havia desenvolvido o soro FLAG a partir de suas próprias glândulas). A fórmula não só salva sua vida, mas aumenta sua força e reflexos. Essas novas habilidades inspiram o Dr. Simon Mills, bioquímico de pesquisa e oficial de inteligência por trás do FLAG, que já foi amigo do pai de Steve, a recrutar Steve e dar-lhe um traje baseado em seu desenho.
Como Capitão América, a van de conversão de Steve é reconfigurada para poder lançar uma motocicleta de alta tecnologia. A moto possui propulsão de foguete, um impulsionador de jato para aceleração rápida, uma configuração furtiva que reduz o ruído do motor e da estrada e (como mostrado apenas em Captain America II: Death Too Soon) uma asa destacável que se assemelha a uma asa delta que permite uma força de gravidade limitada para voar. Na última cena do filme, Rogers decide se tornar o mesmo Capitão América que seu pai havia sido em todos os sentidos - isso significa usar um uniforme idêntico ao que o pai usara, o uniforme "clássico" do Capitão América, que Brown, como o capitão, é mostrado vestindo na cena final (Brown novamente vestiu o uniforme clássico quando reprisou seus papéis como Rogers e como o Capitão em Captain America II: Death Too Soon).

## Elenco
- Reb Brown como Steve Rogers / Capitão América
- Len Birman como Dr. Simon Mills
- Heather Menzies como Dr. Wendy Day
- Robin Mattson como Tina Hayden
- Joseph Ruskin como Rudy Sandrini
- Lance LeGault como Harley
- Frank Marth como Charles Barber
- Steve Forrest como Lou Brackett
- Chip Johnson como Jerry
- James Ingersoll como Lester Wiant
- Jim B. Smith como Assistente do FBI
- Jason Wingreen como Cirurgião
- June Dayton como Secretária
- Diana Webster como Enfermeira
- Dan Barton como Jeff Haden